# Pagarenes erythropus
Pagarenes erythropus är en stekelart som beskrevs av Cameron 1903. Pagarenes erythropus ingår i släktet Pagarenes och familjen brokparasitsteklar. Inga underarter finns listade i Catalogue of Life.